# Gladys Reevesová
Gladys Reevesová (nepřechýleně Reeves; 1890 – 26. dubna 1974, Edmonton) byla raná kanadská fotografka z Edmontonu v Albertě, která si v roce 1920 založila fotografické studio a podnikala až do roku 1950.

## Životopis
Gladys Reevesová se narodila v roce 1890 v Somersetu v Anglii. Ona a její rodina emigrovali do Edmontonu v Kanadě v roce 1904.
V roce 1905 začala svou kariéru ve fotografii jako recepční u fotografa Ernesta Browna. Brown pomohla Reevesové v roce 1920 založit vlastní studio s názvem The Art League. Jednalo se o první fotografické studio vlastněné ženou v Kanadě západně od Winnipegu. Studio se specializovalo na portrétní a komerční fotografii.
V roce 1929 její první studio zničil požár, ale znovu otevřela na nové adrese na Jasper Avenue.
Reevesová a Brown ve 30. letech 20. století otevřeli Pioneer Days Museum.
Souběžně se svým úspěchem fotografky se Reevesová podílela na zkrášlování Edmontonu. Patřila k Edmonton Horticultural Society, kde působila jako prezidentka; první žena, která tento úřad zastávala. Byla zakládající členkou Edmontonského výboru pro výsadbu stromů. V roce 1923 Edmonton Tree Planting Committee koordinoval výsadbu více než 5000 stromů na bulvárech v Edmontonu.
Reevesová zemřela v Edmontonu dne 26. dubna 1974 ve věku 83 let.
Její díla byla zahrnuta v roce 1983 na výstavě s názvem „Rediscovery: Canadian Women Photographers 1841–1941“.
Sbírka autorčiných fotografií je v provinčním archivu Alberty

## Galerie

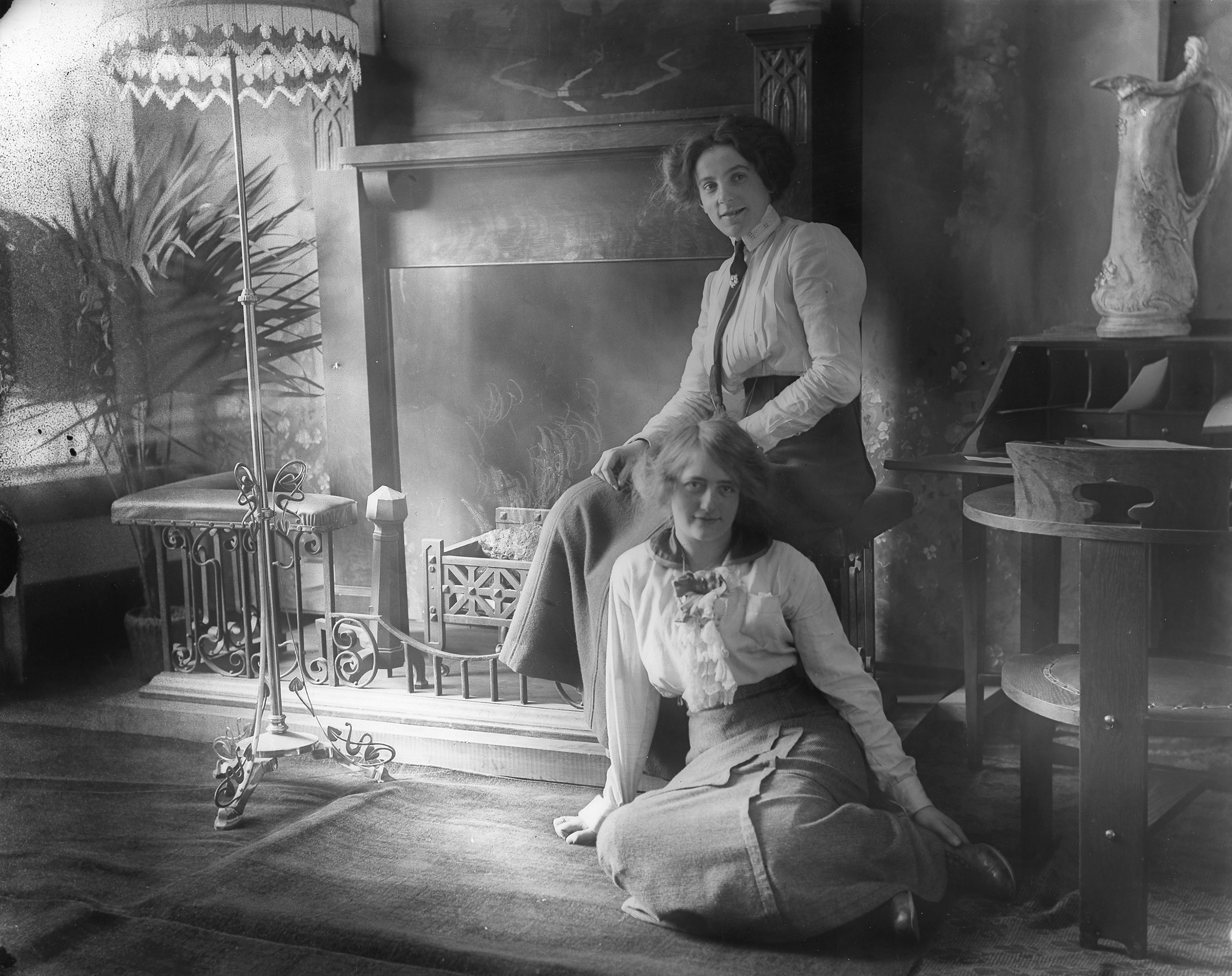
Alice a Gladys Reevesovy
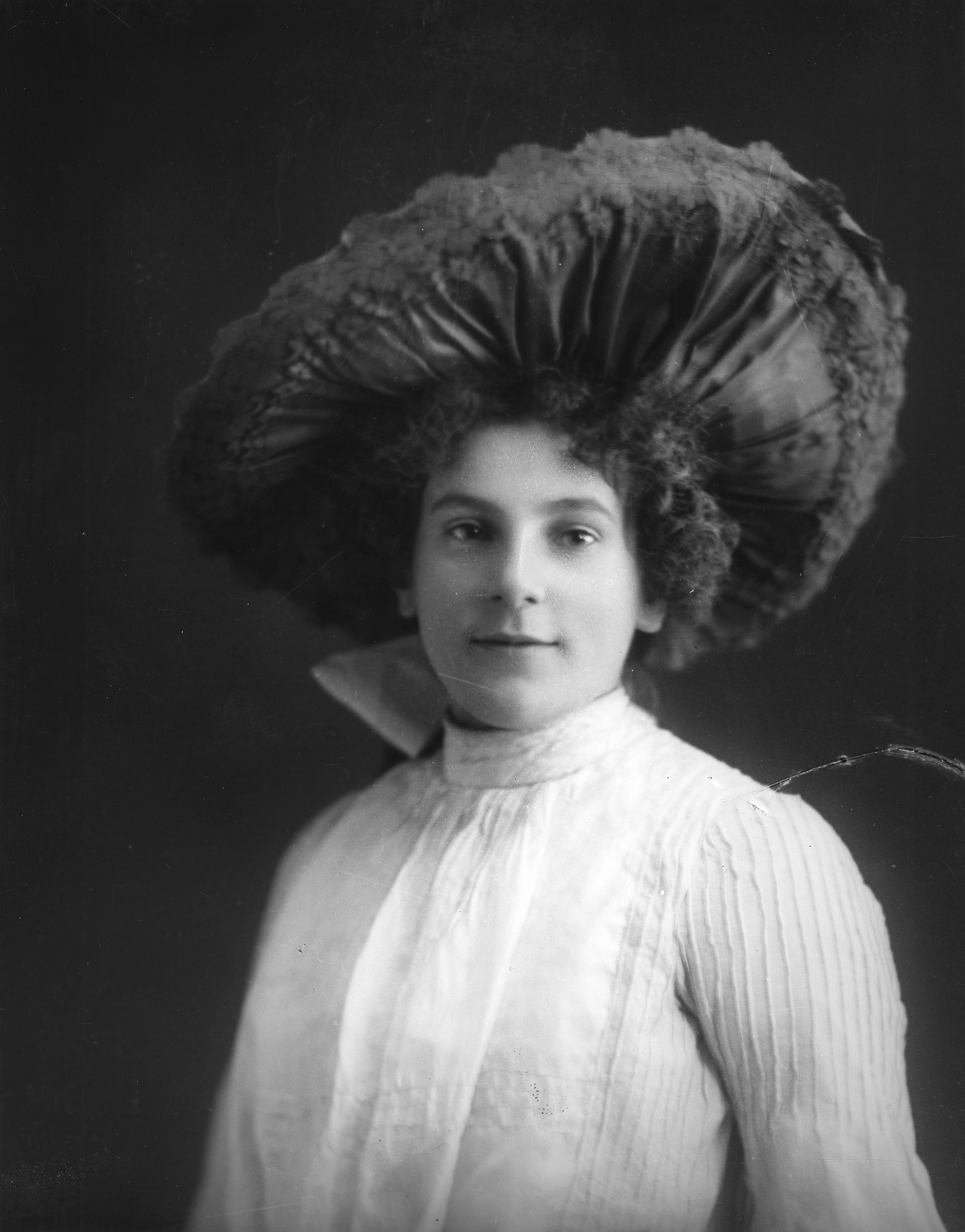
Portrét Gladys Reevesové
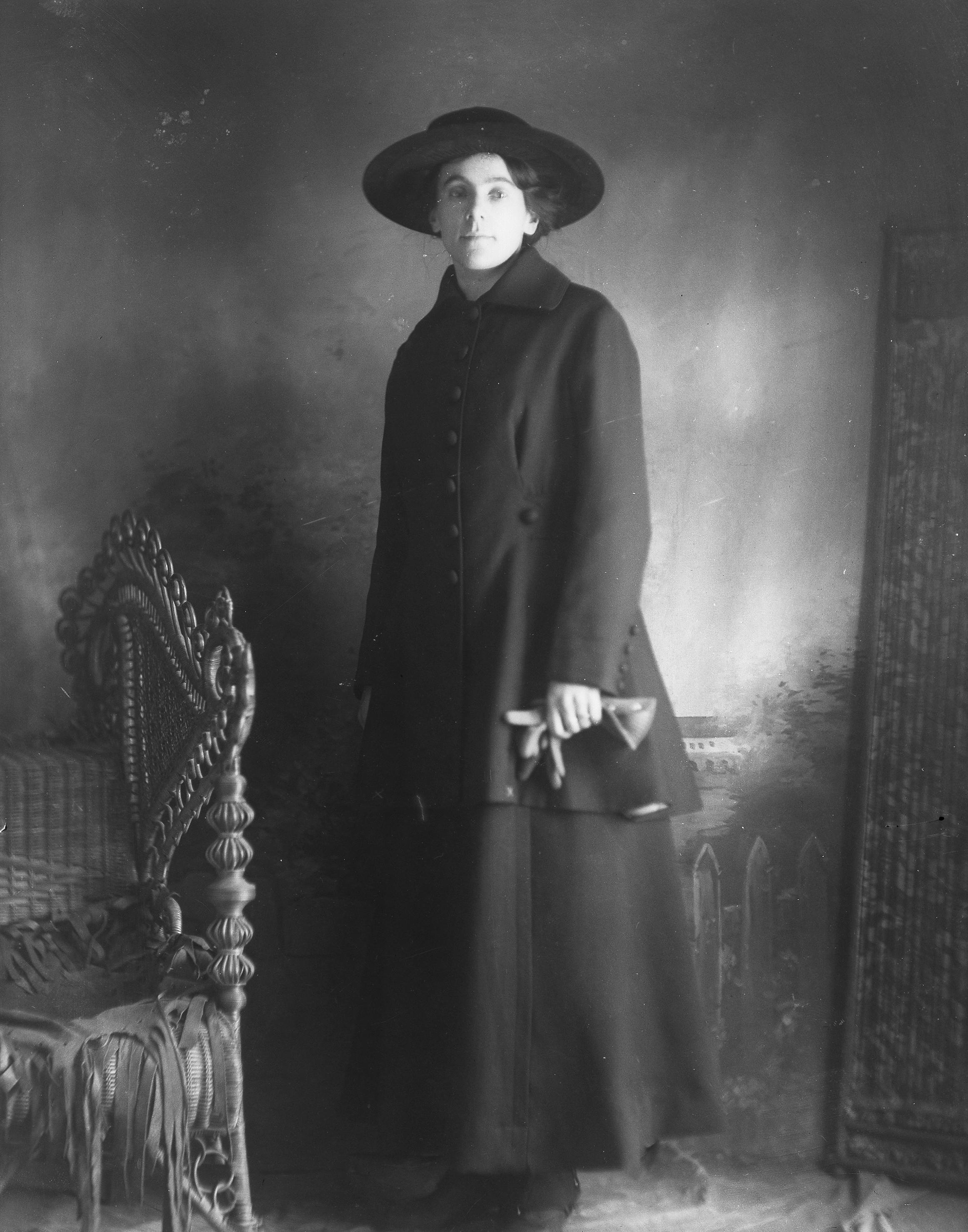
Portrét Gladys Reevesové
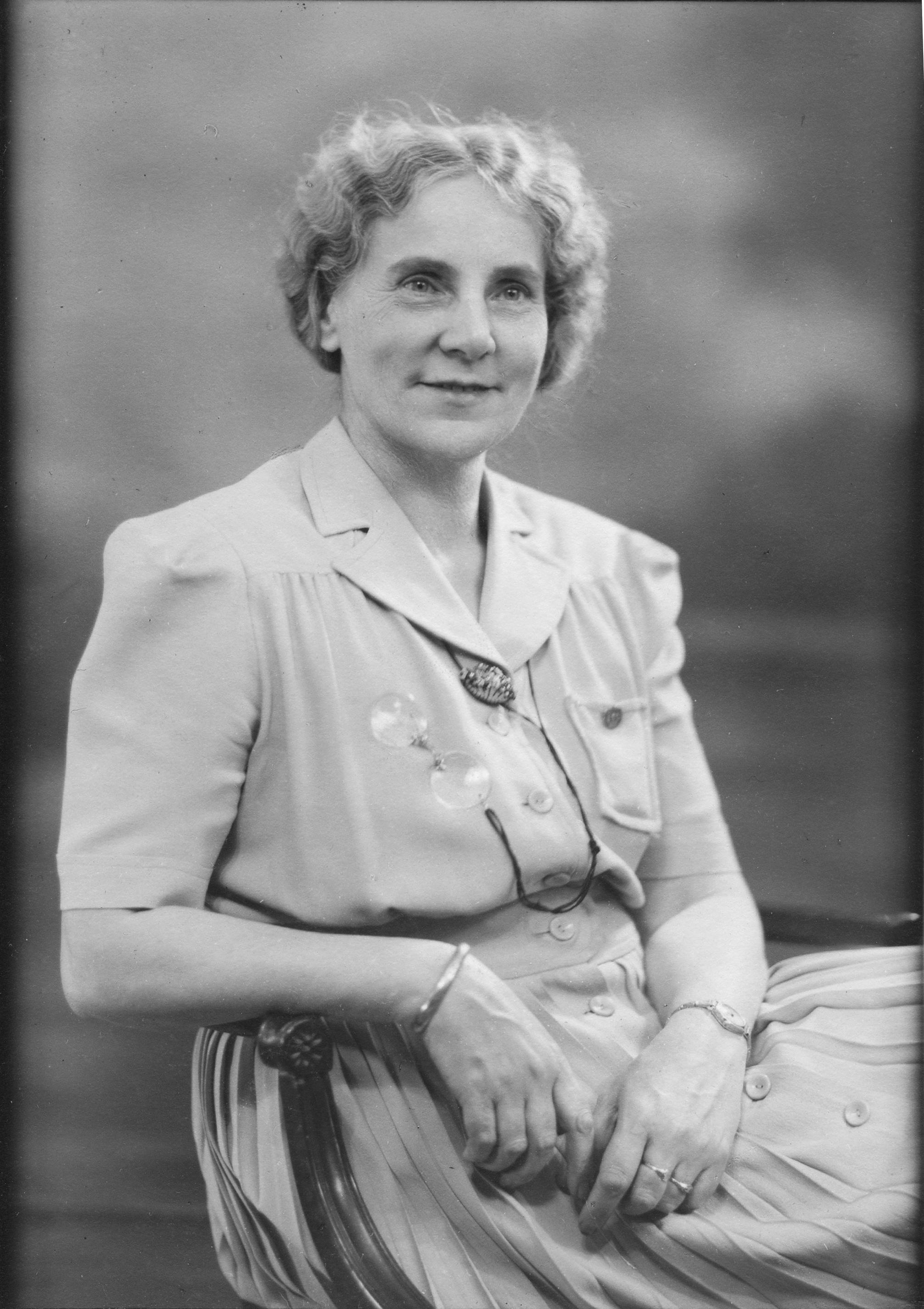
Portrét Gladys Reevesové
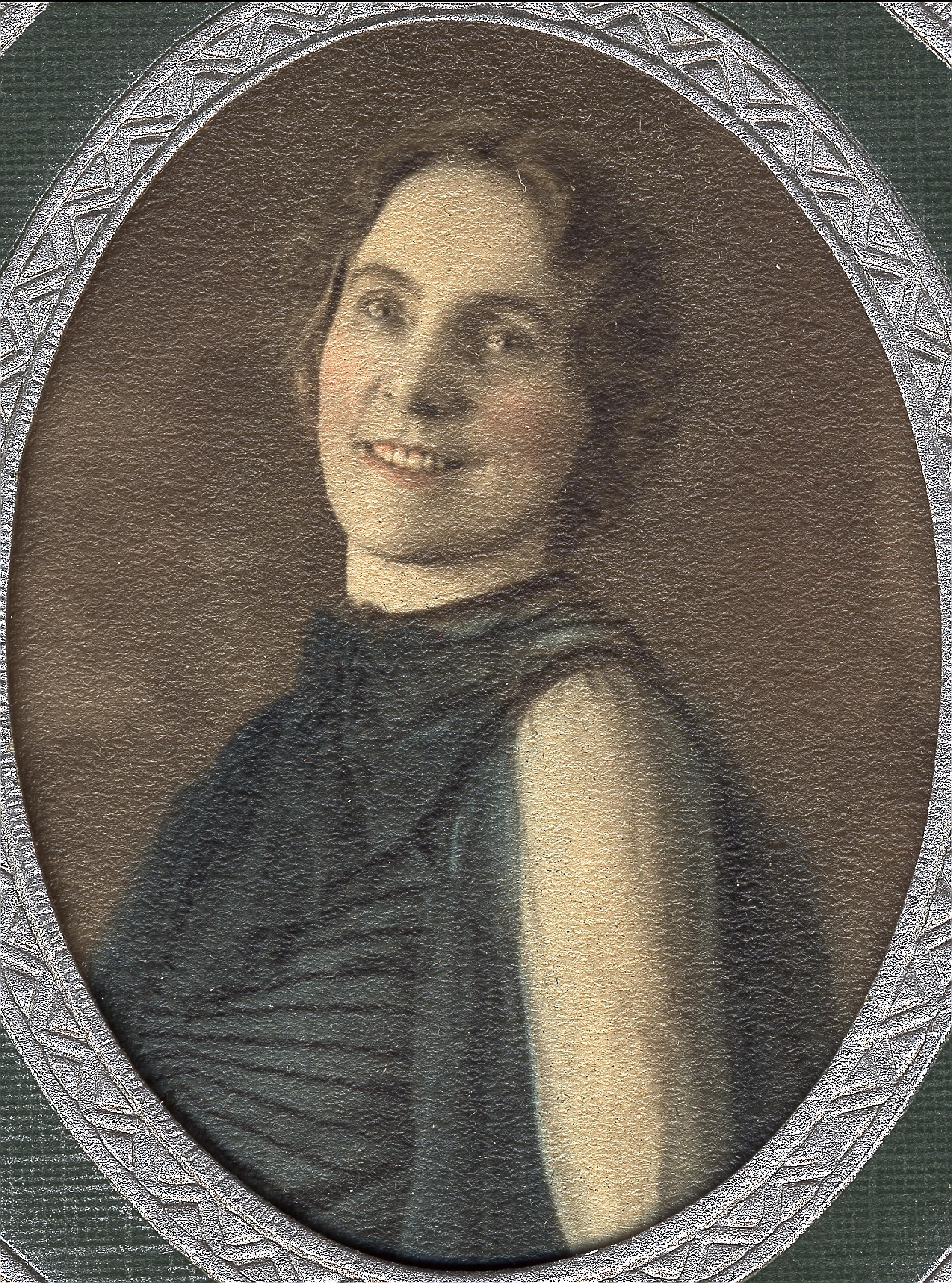
Portrét Gladys Reevesové
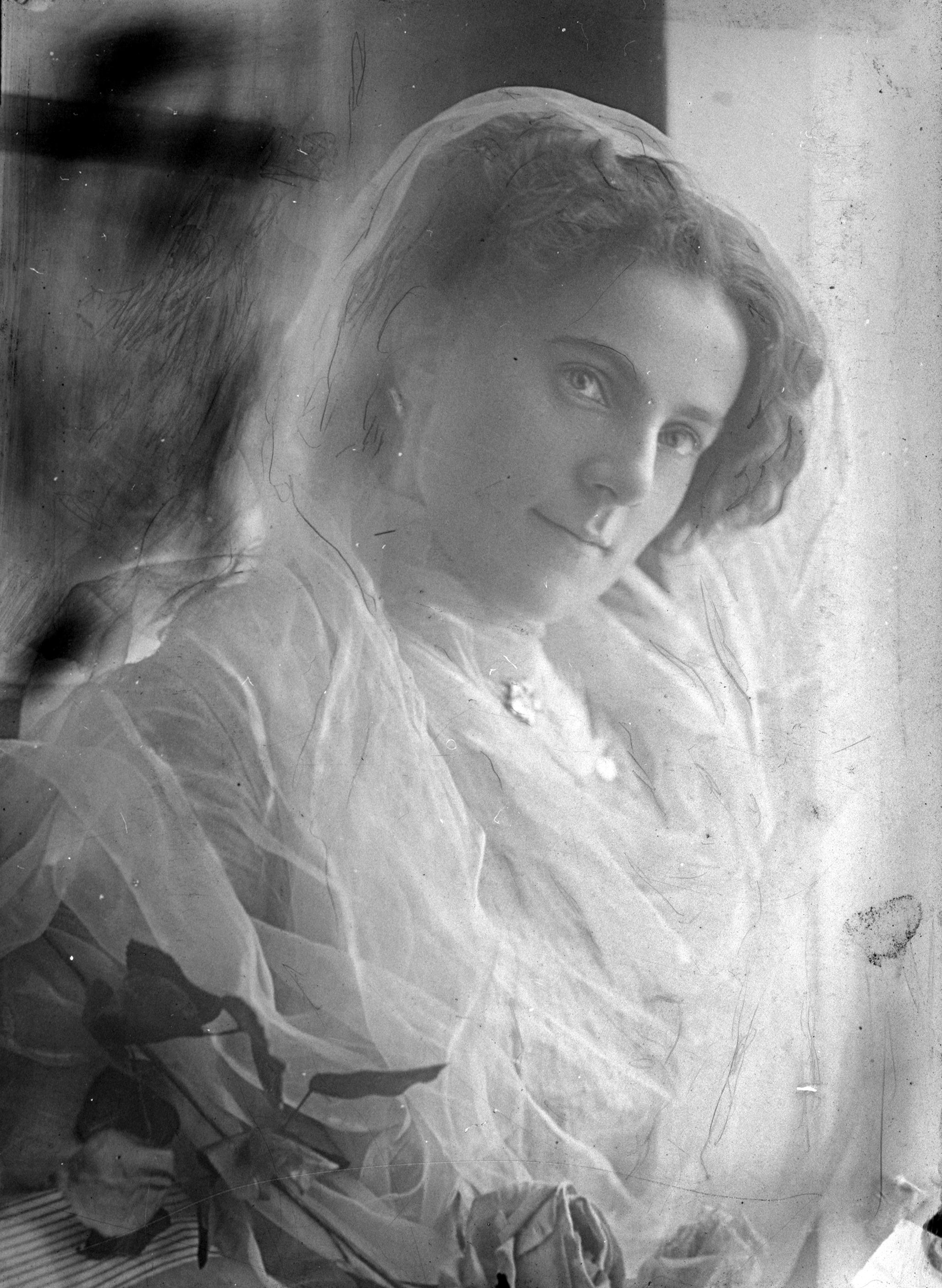
Portrét Gladys Reevesové
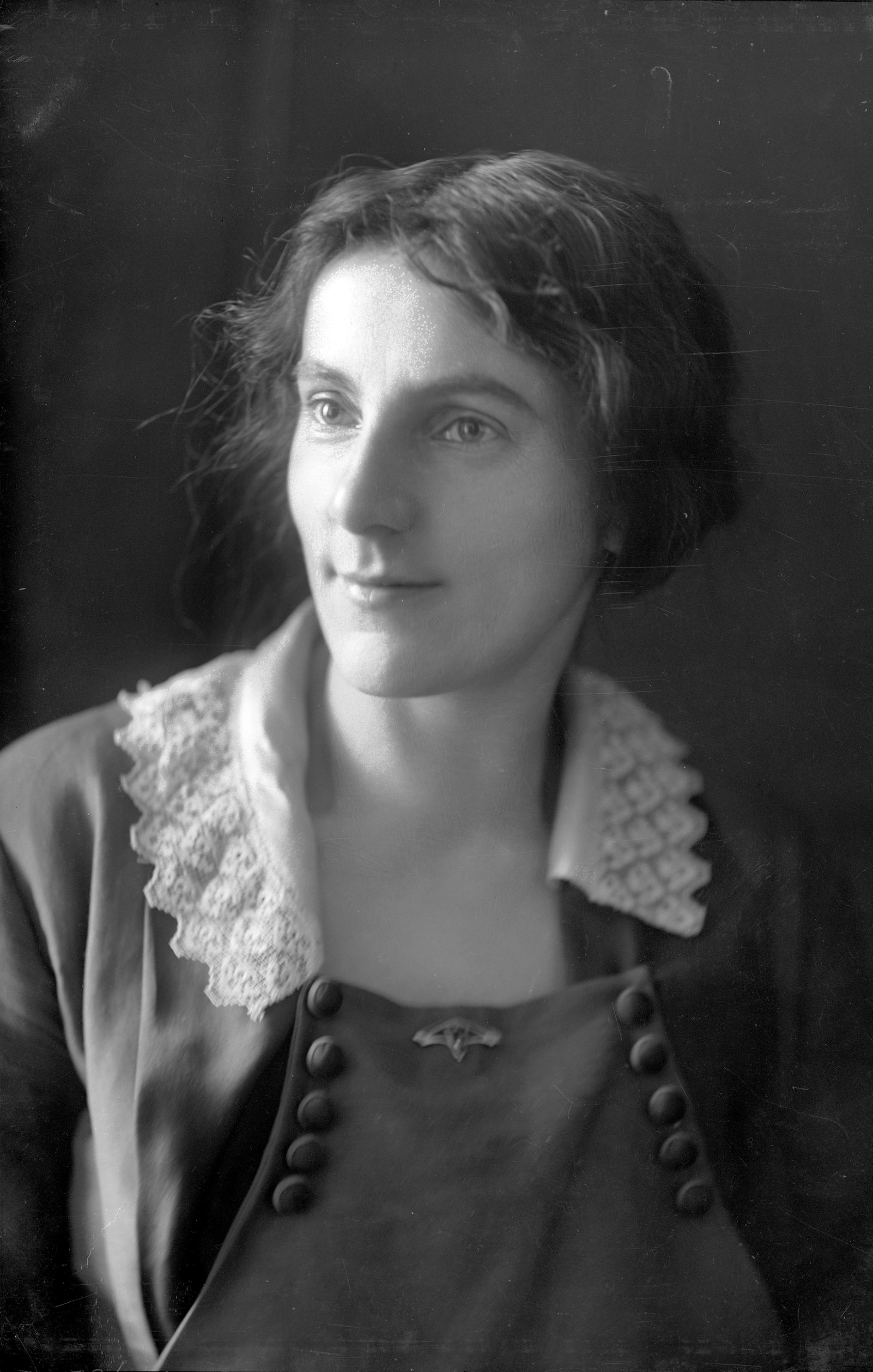
Portrét Gladys Reevesové
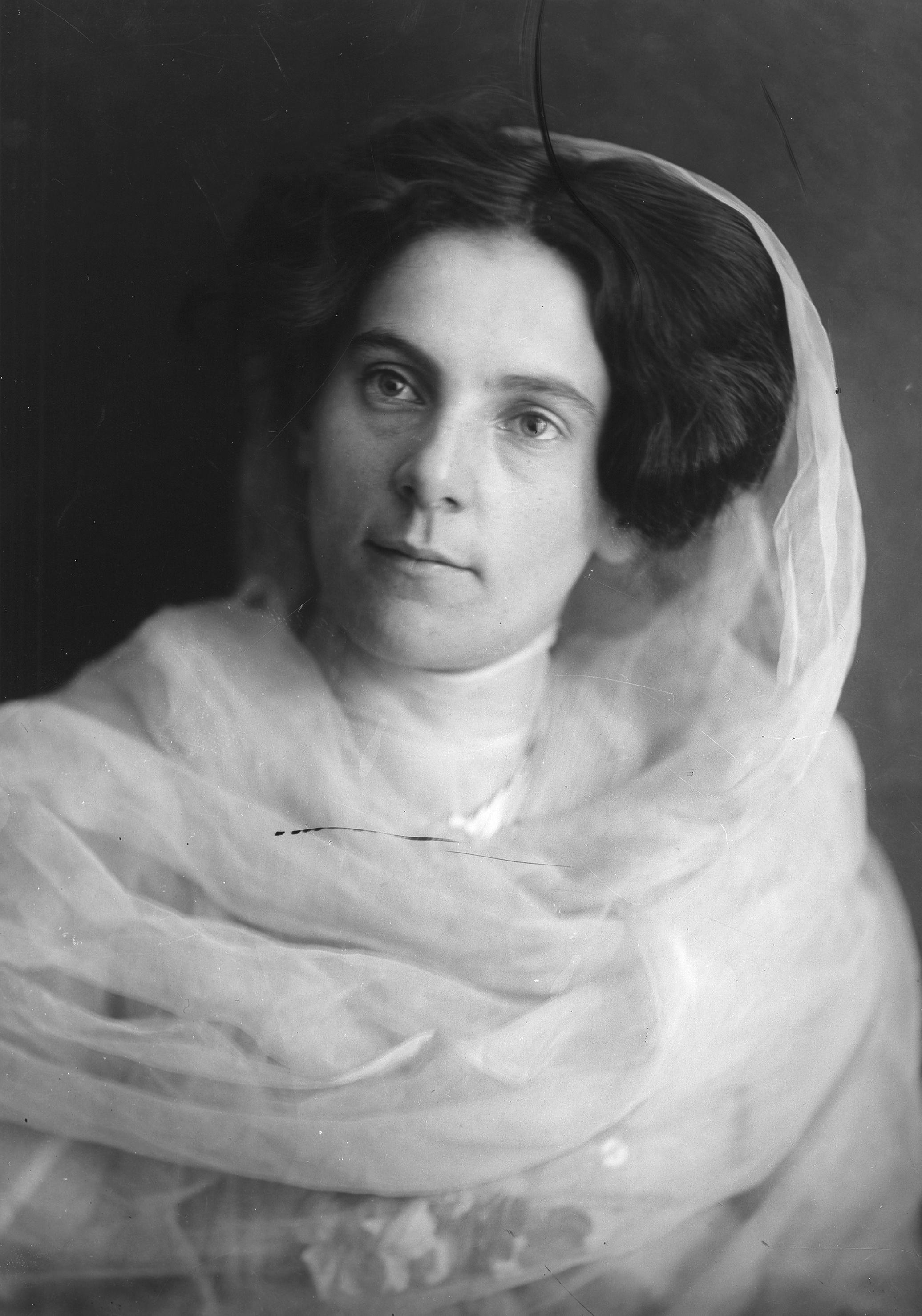
Portrét Gladys Reevesové
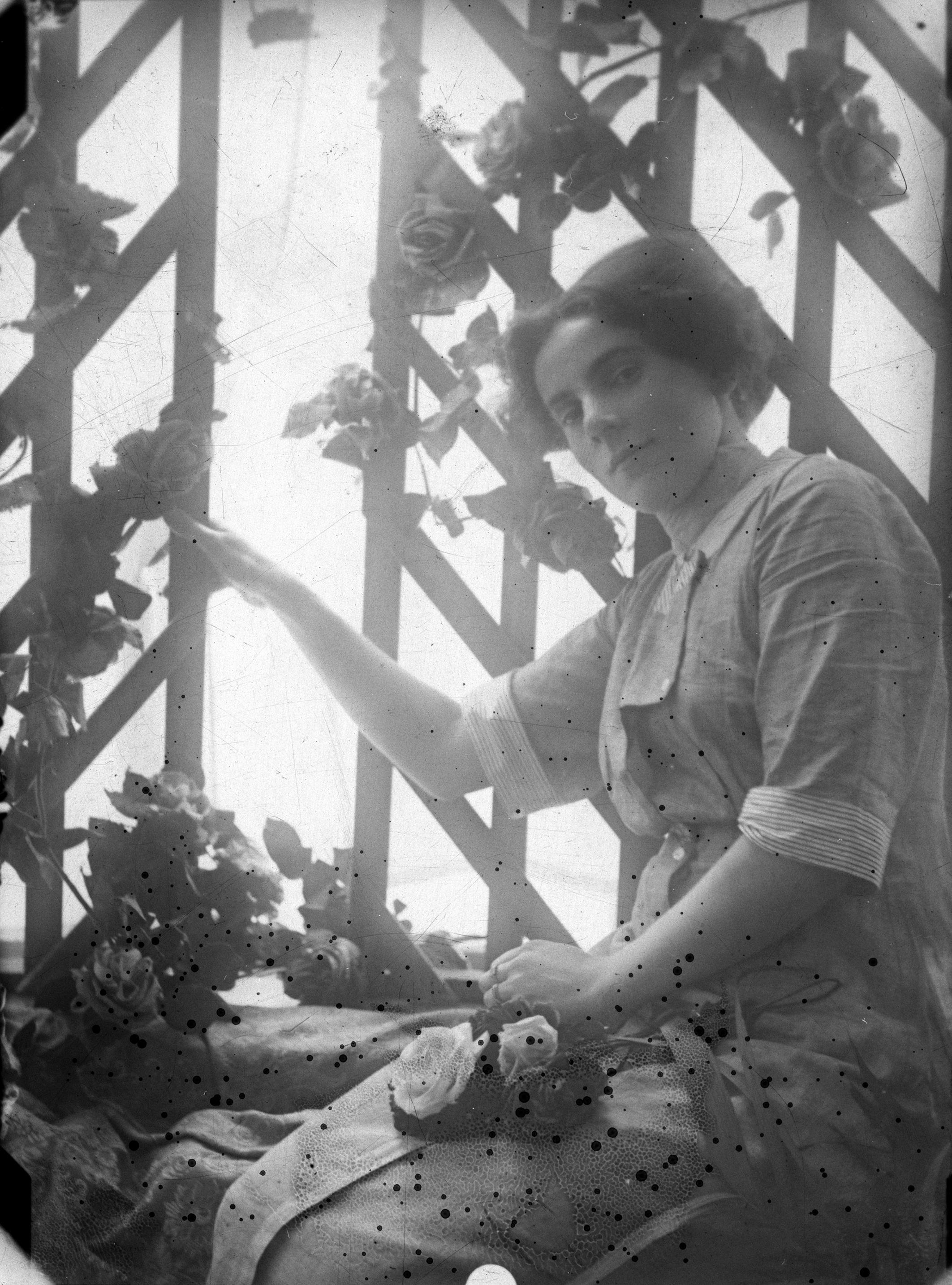
Portrét Gladys Reevesové
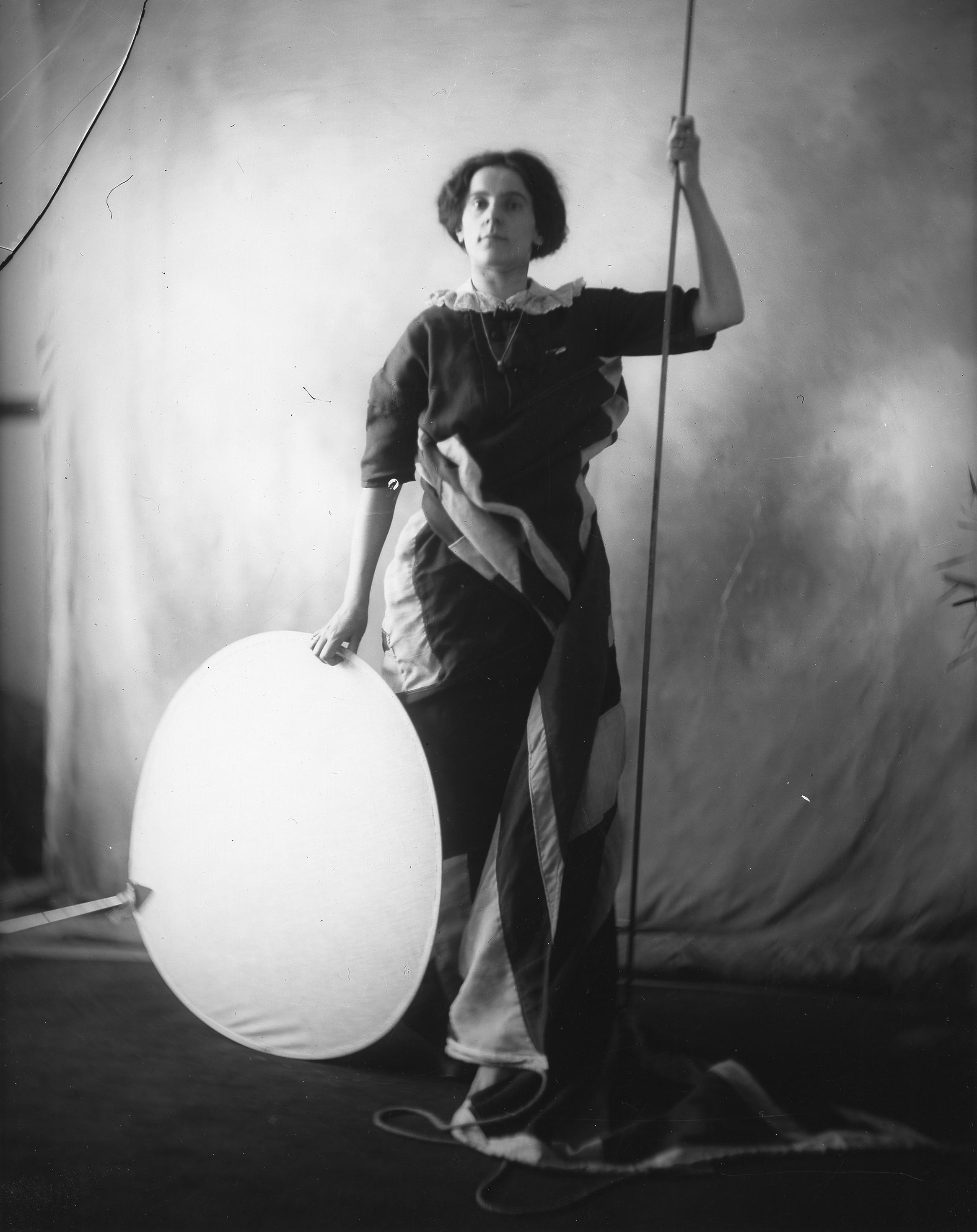
Portrét Gladys Reevesové jako Britannia